# 福利主義
福利主义主张政府提供高福利乃至一手承办教育、卫生之类涉及公共服務的事业。

## 特点
現代的福利國家主要由中左派政黨所建立，但中右翼政黨的政府並不反對福利國家，而是主張削減福利和公共支出，以促進就業，以北歐國家和西歐國家為主的福利國家都是有著對財產權尊重和保護的法律，也有著市場機制的穩定運行。
最近網路上出現全球福利主義主張，其述求如下：
「全球福利主義就是 全體人類都有 自由 平等 友愛 人權 和平的環境及共識組織，然後加快建設機器人取代人類勞動的社會模式
讓人們適時的傭懶 享受體驗人生的文化模式，讓創造 創新的文化模式成為主流，而不是一直勤勞的像機器人的模式，勤勞交給機器人去做。」
2020年1月起全球陸續爆發新冠病毒疫情，由於該疫情導致全球經濟大幅衰退，許多地區的人們陷入抗疫引發的經濟問題，尤其非洲、南美洲、南亞、印度等相對經濟落後地區，為了避免疫情加劇這些地區人們的生活影響，網路上開始出現呼籲全球福利主義抗疫的方式。
呼籲者期望全球各地政治組織能有共識不分區域在全球教育、醫療、民生、人權上建構健全環境，並以此次疫情引發的全球醫療公衛問題上不分區域投入資源解決各地醫療、經濟民生問題，而達到全球共同抗疫目標。
呼籲者認為全球福利主義可以建構起全球教育、醫療、民生、人權健全環境，全球能在此環境下不分區域逐漸的提升人們素質，消除各種貧富不均引發的全球危機。
他們認為當全球各地政治組織有共識運用全球福利主義時，可以形成以美元為全球共同貨幣，並且不計入美元資產負債表，形成無限信任的印鈔模式，運用此模式來健全全球教育、醫療、民生、人權的基礎環境。
並且他們認為此模式除了不影響既有經濟模式外，還能另外開啟新的經濟動力（醫療、教育、民生、人權、基礎建設），及未來新的全球合作（機器人時代）經濟動力等三匹全球經濟動力火車頭，讓全球經濟更有活力，能夠因此更刺激經濟復甦。

## 人物
主张福利主义的有约翰·加尔布雷斯、約翰·羅爾斯、约翰·杜威等人。

## 现状
多数欧洲国家福利主义便极其发达，具有相当完善的福利國家制度。
美国则有不完全的福利制度：一套国家包管体系和一套私营体系，两套并行。
中国共产党總書記习近平认为中国不能搞”福利主义“那一套。